# Raul Mordenti
Raul Mordenti (Roma, 6 agosto 1947) è un politico, scrittore e docente italiano.

## Biografia
Il padre, un soldato che aderì al fascismo, abbandonerà Benito Mussolini dopo l'esperienza sul fronte jugoslavo e si unirà alla Resistenza partigiana con le Brigate Garibaldi: questa scelta influirà notevolmente sul giovane Mordenti.
Fin dal 1961 Raul Mordenti partecipa all'esperienza a "Nuova Resistenza", un'associazione unitaria di giovani antifascisti. Successivamente ha fatto parte dell'"Intesa universitaria", mentre nel 1968 partecipò al Movimento Studentesco. 
Ricercatore all'Università La Sapienza di Roma, in cui ha insegnato Letteratura italiana collaborando con Alberto Asor Rosa, successivamente divenne professore ordinario di critica letteraria all'Università degli Studi di Roma Tor Vergata, dove si trova tuttora. Negli anni settanta parteciperà al movimento del Settantasette, dopo aver militato per anni nel movimento dei collettivi e dei comitati di quartiere (non aderendo mai ai gruppi).
Nel 1983 entra in Democrazia Proletaria, con cui viene candidato alle elezioni europee del 1989 nella circoscrizione Italia centrale, ottiene 841 preferenze e non viene eletto. Allo scioglimento di DP, nel 1991 aderisce a Rifondazione Comunista, di cui diventa consigliere regionale del Lazio nel 1999. All'interno del PRC è stato membro del comitato politico nazionale del partito nonché membro della segreteria romana; per qualche tempo fu anche redattore del settimanale Liberazione. Dal 2010 è responsabile dell'Ufficio formazione politica del PRC.
Sposato, è padre di due figlie.

## Opere

### Libri
- Frammenti di un discorso politico. Il '68, il '77, l'89, Verona, Essedue-Cierre, 1989. ISBN 88-85697-25-9; Roma, Rinascita, 2008. ISBN 978-88-903254-4-1.
- Pietro Mandrè. Il "poeta proletario". 1858-1938, con Carlo Felice Casula, Rimini, Quaderni di Storie e storia, 1989.
- Le forme letterarie nella storia. La letteratura italiana nei sistemi culturali, con Franca Mariani e Francesco Gnerre, 2 voll., Torino, SEI, 1990. ISBN 88-05-02027-3, ISBN 88-05-02028-1.
- L'utilizzazione didattica dei testi narrativi: I Promessi Sposi. Esperienze e riflessioni da un corso di aggiornamento scuola-università, a cura di e con Marisa Giampietro, Roma, Carucci, 1990.
- La Storia della letteratura italiana di Francesco De Sanctis, in Letteratura italiana, Le opere, III, Dall'Ottocento al Novecento, Torino, Einaudi, 1995. ISBN 88-06-13507-4.
- Quaderni del carcere di Antonio Gramsci, in Letteratura italiana, Le opere, IV, Il Novecento, 2, La ricerca letteraria, Torino, Einaudi, 1996. ISBN 88-06-13962-2.
- Didattica della letteratura italiana, Roma, Euroma, 1997. ISBN 88-8066-174-4.
- Introduzione a Gramsci, Roma, Datanews, 1998. ISBN 88-7981-126-6.
- No al referendum peggioritario. Tutto quello che avreste voluto sapere sul referendum e non avete mai osato chiedere, Roma, Manifestolibri, 1998.
- La bella e la bestia. Italianistica e informatica, con Giuseppe Gigliozzi e Antonio Zampolli, Torino, Tirrenia Stampatori, 2000. ISBN 88-7763-494-4.
- Informatica e critica dei testi, Roma, Bulzoni, 2001. ISBN 88-8319-619-8.
- La rivoluzione. La nuova via al comunismo italiano, Milano, Marco Tropea Editore, 2003. ISBN 88-438-0408-1.
- Che cos'è la critica letteraria. Dagli appunti delle lezioni, Roma, Aracne, 2006. ISBN 88-548-0906-3.
- L'altra critica. La nuova critica della letteratura tra studi culturali, didattica e informatica, Roma, Meltemi, 2007. ISBN 978-88-8353-541-3; Roma, Editori Riuniti University press, 2013. ISBN 978-88-6473-117-9.
- Gramsci e la rivoluzione necessaria, Roma, Editori Riuniti, 2007. ISBN 978-88-359-5936-6.
- L'università struccata. Il movimento dell'Onda tra Marx, Toni Negri e il professor Perotti, Roma, Edizioni Punto Rosso, 2010. ISBN 88-8351-130-1.
- Non è che l'inizio. Vent'anni di Rifondazione Comunista, Milano, Punto rosso, 2011. ISBN 978-88-8351-151-6.
- Gli occhi di Gramsci. Introduzione alla vita e alle opere del padre del comunismo italiano, Roma, Red Star Press, 2014. ISBN 978-88-6718-023-3.
- I sensi del testo. Saggi di critica della letteratura, Roma, Bordeaux, 2016. ISBN 978-88-99641-27-6.
- La grande rimozione. Il '68-77: frammenti di una storia impossibile, Roma, Bordeaux, 2018. ISBN 9788899641641.
- De Sanctis, Gramsci e i pro-nipotini di padre Bresciani. Studi sulla tradizione culturale italiana, Roma, Bordeaux, 2020.
- Il virus e il poeta. Giuseppe Gioachino Belli specchio della pandemia, Roma, Bordeaux, 2021

### Articoli
- La fine dell'outsider, in "Agalma", n. 14, settembre 2007, pp. 13-16.
- L'altra critica degli intellettuali, in "Agalma", n. 15, marzo 2008, pp. 43-49.